# 不列颠百里香
不列颠百里香（[Thymus praecox subsp. britannicus] 错误：{{Langx}}：文本有斜体标记（帮助）），别名北极百里香、极地百里香（英語：Arctic thyme），是早花百里香的一个亚种，分布于西欧、北欧和格陵兰。绵毛百里香（[Thymus pseudolanuginosus] 错误：{{Langx}}：文本有斜体标记（帮助））现在被认为是不列颠百里香的一个密毛变型。

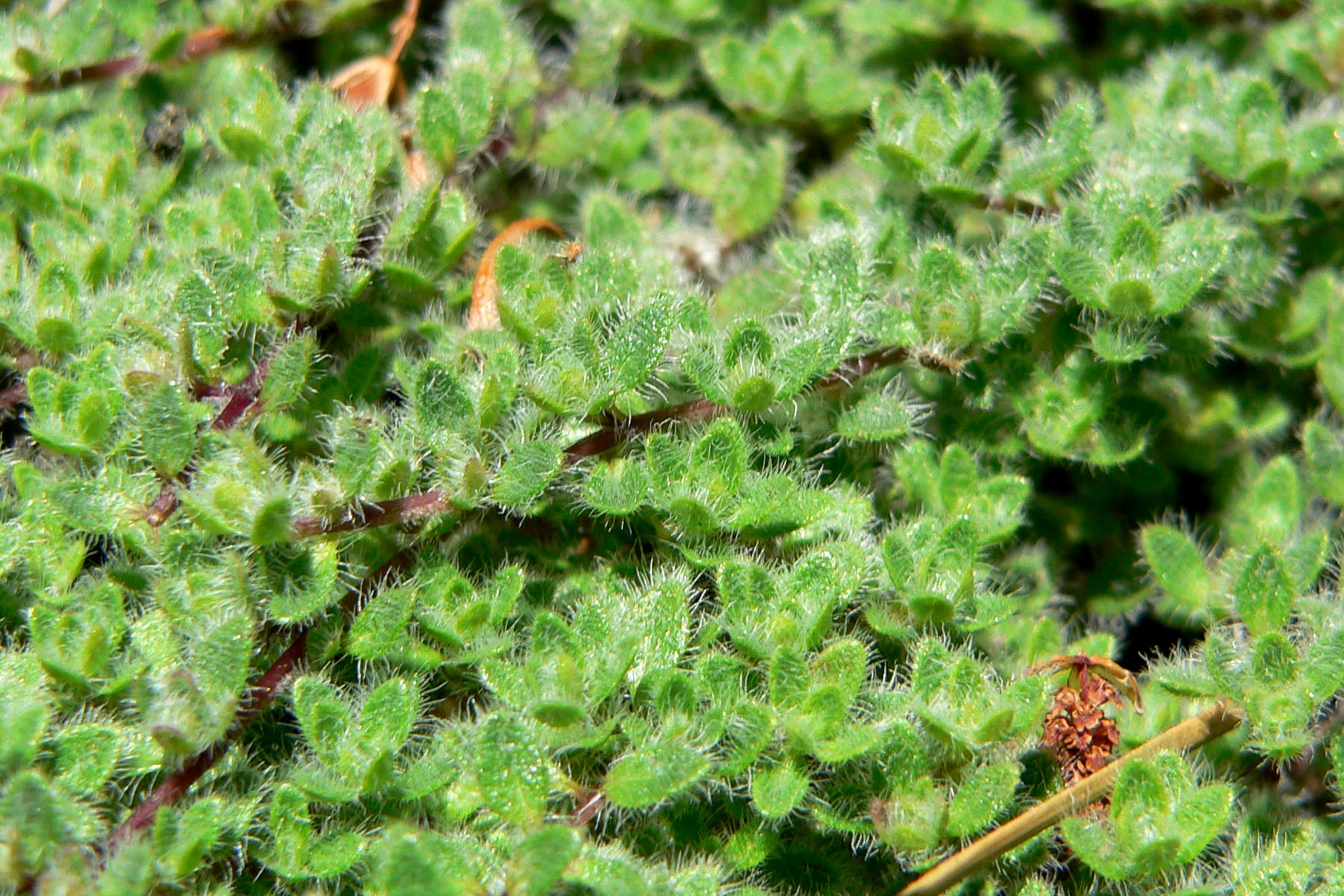
绵毛百里香，不列颠百里香的密毛类型